# Super Shy
«Super Shy» — песня южнокорейской гёрл-группы NewJeans, выпущенная 7 июля 2023 года в качестве ведущего сингла выходящего 27 июля мини-альбома Get Up на лейблах ADOR (саб-лейбл Hybe Co.) и YG Plus (совместное предприятие Hybe Co. и YG Entertainment).
Песня «Super Shy», написанная Джиджи, Ким Дон Хёном, Эрикой де Касье, Кристин Боган, продюсером Фрэнки Скока и участницей NewJeans Даниэль, представляет собой клубную песню в стиле «бабблгам-Jersey club», которая выражает нервозность и неловкость, испытываемые при первой влюбленности и признании в любви. В клипе, снятом режиссером Хивоном Шином, NewJeans устраивают флешмобы и выступают по всему Лиссабону, Португалия.
Сингл занял первое место в хит-парадах Малайзии, Сингапура, Гонконга и Тайваня, Южной Кореи и был вторым в чарте Billboard Global 200.

## Предыстория и релиз
За два дня до релиза ADOR разместил на YouTube Shorts видеотизер с инструментальной версией песни на заднем плане и изображением официальной световой палочки — эмблемы NewJeans, хэштега «ImSuperShy» и даты релиза. В сопроводительном пресс-релизе они представили «Super Shy» как идеальную песню для лета.
«Super Shy» была издана 7 июля 2023 года лейблом ADOR для цифрового скачивания и потокового мультимедиа через YG Plus. Группа NewJeans будет продвигать песню в партнерстве с YouTube с помощью танцевального челленджа, опубликованного на YouTube Shorts под хэштегом «ImSuperShy».

## Композиция
Композиция «Super Shy» была написана Эрикой де Касье, Кристин Боган и Фрэнки Скока, которые также занимались продюсированием. Это клубная песня в стиле «бабблгам-Jersey club», которая отличается стаккато ударных. Слова песни были написаны де Касье и Боган вместе с Джиджи, Ким Дон Хёном и участницей группы NewJeans Даниэль.

## Музыкальное видео
Клип на песню «Super Shy», спродюсированный Мин, был выпущен на YouTube-канале корпорации Hybe одновременно с песней. Его режиссером выступил Хивон Шин, который ранее снял клипы на песни NewJeans «Attention» и «Hurt». Клип в музыкальном стиле начинается с того, что Даниэль едет на красном велосипеде по улицам Лиссабона (Португалия), чтобы встретиться с другими участниками группы в парке. Они замечают, что группа отдыхающих танцует под «Attention», и вскоре присоединяются к ним, чтобы исполнить «Super Shy», что приводит к флешмобам на площадях, в парках, на улицах и рынках, в том числе. Быстрая и энергичная хореография основана на вакинге и намеренно включает в себя доступные движения. В клипе NewJeans одеты в молодежном стиле, с прическами типа обесцвеченных светлых волос и челками, в форме чирлидеров и теннисных юбках. Дэвид Реншоу из The Fader отметил влияние визуального стиля режиссера Уэса Андерсона на весь клип.

## Отзывы
| Оценки критиков | Оценки критиков |
| Источник        | Оценка          |
| --------------- | --------------- |
| IZM             | [ 14 ]          |

Ким Хо Хён написал для IZM, что «хотя она проще, чем типичная танцевальная песня, наполненная звуком, она несет в себе новый вид эмоций, оптимизированный для короткого контента, благодаря стильному сочетанию ярких визуальных образов и музыки». Сингл вошел в списки лучших песен 2023 года по версии британских GQ и Vulture. «Super Shy» была названа среди лучших песен 2023 года по версии NME (2 место), The Guardian (3 место), Rolling Stone (6 место), Pitchfork (7 место) и Exclaim! (21-е место).

### Итоговые списки
| Публикация       | Список                                 | Ранг | Ссылка |
| ---------------- | -------------------------------------- | ---- | ------ |
| Beats Per Minute | Top 50 Songs of 2023                   | 27   | [ 22 ] |
| Billboard        | The 100 Best Songs of 2023             | 38   | [ 23 ] |
| Billboard        | The 25 Best K-pop Songs of 2023        | 1    | [ 24 ] |
| British GQ       | The Best Songs of 2023                 | N/A  | [ 25 ] |
| Crack            | The Top 25 Tracks of the Year          | 17   | [ 26 ] |
| Consequence      | The 200 Best Songs of 2023             | 60   | [ 27 ] |
| Dazed            | Top 50 Best K-pop Tracks of 2023       | 47   | [ 28 ] |
| Exclaim!         | 25 Best Songs of 2023                  | 21   | [ 21 ] |
| The Fader        | The 100 Best Songs of 2023             | 1    | [ 29 ] |
| Grammy           | 15 K-Pop Songs That Took 2023 By Storm | N/A  | [ 30 ] |
| The Guardian     | The 20 Best Songs of 2023              | 3    | [ 31 ] |
| i-D              | The 100 Best Songs of 2023             | 2    | [ 32 ] |
| NME              | The 25 Best K-pop Songs of 2023        | 1    | [ 33 ] |
| NME              | The 50 Best Songs of 2023              | 2    | [ 17 ] |
| NPR              | Best Songs of 2023                     | N/A  | [ 34 ] |
| Pitchfork        | The 100 Best Songs of 2023             | 7    | [ 35 ] |
| The Quietus      | Top 75 Tracks of 2023                  | 36   | [ 36 ] |
| Rolling Stone    | The 100 Best Songs of 2023             | 6    | [ 19 ] |
| Stereogum        | 50 Favorite Songs of 2023              | 3    | [ 37 ] |
| Vulture          | The 10 Best Songs of 2023              | 10   | [ 38 ] |

## Награды и номинации
В списке лучших песен 2023 года журнала Rolling Stone трек «Super Shy» занял 6 место.
| Год  | Организация           | Награда           | Результат | Ссылка |
| ---- | --------------------- | ----------------- | --------- | ------ |
| 2023 | The Fact Music Awards | Best Music — Fall | Номинация | [ 40 ] |

| Программа        | Дата            | Ссылка |
| ---------------- | --------------- | ------ |
| M Countdown      | 13 июля 2023    | [ 41 ] |
| Show! Music Core | 22 июля 2023    | [ 42 ] |
| Inkigayo         | 23 июля 2023    | [ 43 ] |
| Inkigayo         | 20 августа 2023 | [ 44 ] |
| Inkigayo         | 27 августа 2023 | [ 45 ] |
| Show Champion    | 16 августа 2023 | [ 46 ] |

## Чарты
| Чарт (2023)                               | Высшая позиция |
| ----------------------------------------- | -------------- |
| Австралия (ARIA)                          | 14             |
| Канада (Canadian Hot 100)                 | 34             |
| Канада (Billboard Canadian Hot 100)       | 26             |
| Мир (Global 200, Billboard)               | 2              |
| Гонконг (Billboard)                       | 1              |
| Япония (Japan Hot 100)                    | 10             |
| Малайзия (Billboard)                      | 1              |
| Сингапур (RIAS)                           | 1              |
| Республика Корея (Circle)                 | 1              |
| Китайская Республика (Billboard)          | 1              |
| Великобритания (UK Singles Chart)         | 52             |
| Великобритания (UK Indie Chart)           | 14             |
| США (Billboard Hot 100)                   | 48             |
| США (World Digital Song Sales, Billboard) | 2              |

## Сертификация
| Регион | Сертификация | Продажи     |
| --- | ------------ | ----------- |
| Новая Зеландия (RMNZ) | Золотой      | 15 000      |
| Стриминг |              |             |
| Япония (RIAJ) | Платиновый   | 100 000 000 |
| Республика Корея (KMCA) | Платиновый   | 100 000 000 |
| Данные о продажах + прослушиваниях приведены только на основе сертификации. · Данные только о прослушиваниях приведены на основе сертификации. |              |             |